# Cabaiguán
Cabaiguán är en ort i Kuba.   Den ligger i provinsen Provincia de Sancti Spíritus, i den centrala delen av landet, 300 km öster om huvudstaden Havanna. Cabaiguán ligger 135 meter över havet och antalet invånare är 44 515.
Terrängen runt Cabaiguán är platt. Runt Cabaiguán är det ganska tätbefolkat, med 104 invånare per kvadratkilometer. Närmaste större samhälle är Sancti Spíritus, 17,6 km söder om Cabaiguán. Trakten runt Cabaiguán består till största delen av jordbruksmark.